# تيم كينسلا
تيم كينسلا (بالإنجليزية: Tim Kinsella)‏ هو موسيقي ومغن مؤلف ومغني أمريكي، ولد في 22 أكتوبر 1974 في شيكاغو في الولايات المتحدة.

## وصلات خارجية
- تيم كينسلا على موقع ميوزك برينز (الإنجليزية)
- تيم كينسلا على موقع أول ميوزيك (الإنجليزية)
- تيم كينسلا على موقع ديسكوغز (الإنجليزية)